# Fernand Robichaud
Pour les articles homonymes, voir Robichaud.
Fernand Robichaud (né en 1939) est un enseignant, un animateur social, un directeur de centre culturel et un homme politique canadien.

## Biographie
Fernand Robichaud est né le 2 décembre 1939 à Shippagan, au Nouveau-Brunswick. Son père est Albert Robichaud et sa mère est Winnie Duguay. Il étudie à l'Institut technique de Moncton, où il obtient un brevet d'enseignement. Il est enseignant à Richibouctou entre 1961 et 1966. Il devient ensuite animateur social et directeur de centre culturel. Il épouse Ginette Richard le 24 juillet 1961 et le couple a quatre enfants.
Il est député de Westmorland—Kent à la Chambre des communes du Canada de 1984 à 1987 en tant que libéral. Il est député de la nouvelle circonscription de Beauséjour entre 1987 et 1990 puis à nouveau entre 1993 et 1996. Il est secrétaire d'État (Affaires parlementaires) entre 1993 et 1994 puis secrétaire d'État (Agriculture et Agroalimentaire, Pêches et Océans) entre 1994 et 1996.
Il est nommé sénateur à Ottawa depuis le 22 septembre 1997.
Il est membre du Club Richelieu.